# شهرستان وورو
شهرستان وورو (به استونیایی: Võro maakund) یکی از شهرستان‌های کشور استونی است.
این شهرستان در سال ۲۰۱۱ میلادی ۳۷٬۴۹۴ نفر جمعیت داشته‌است و مرکز آن شهر وورو است.

## نگارخانه

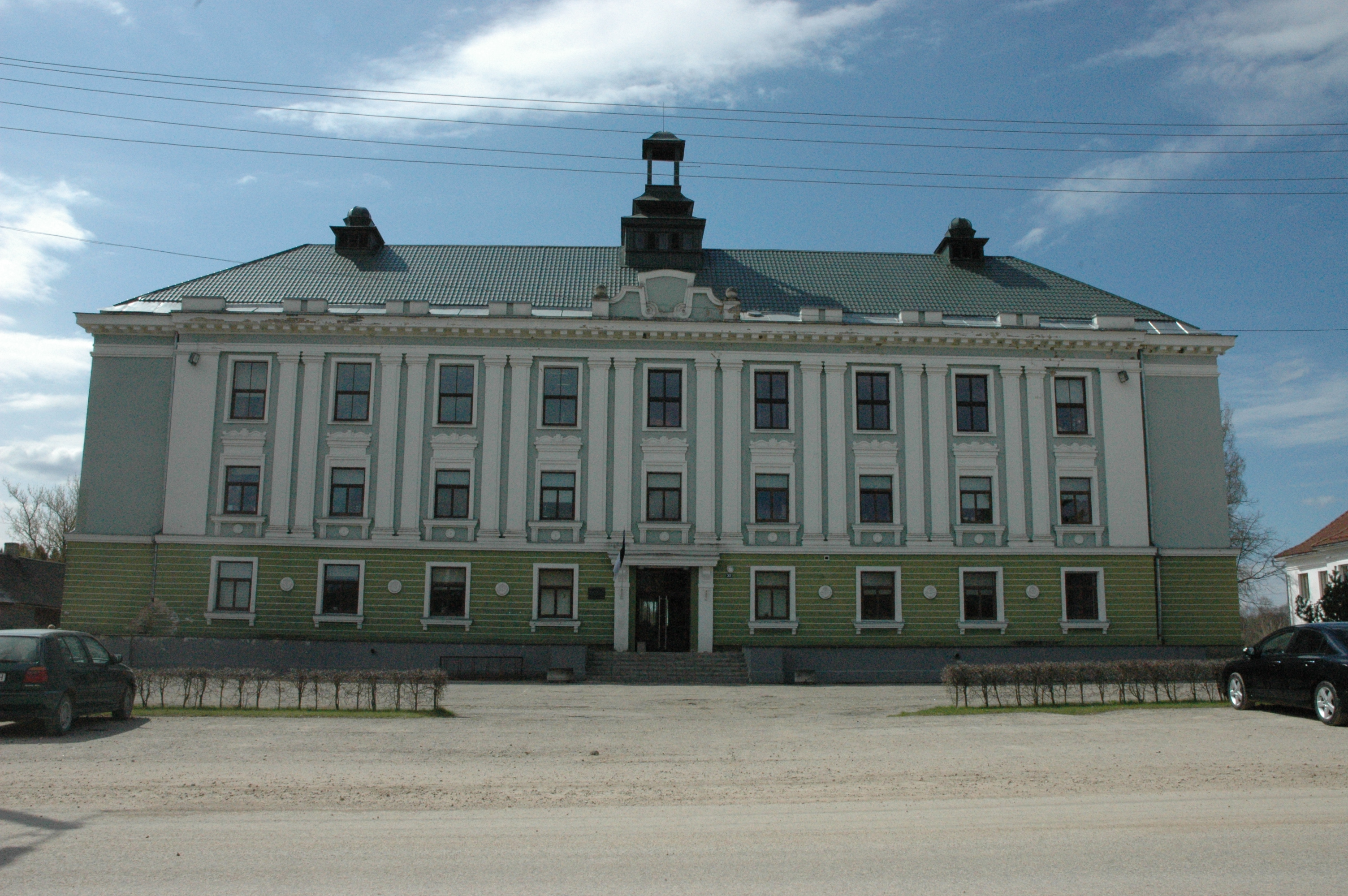
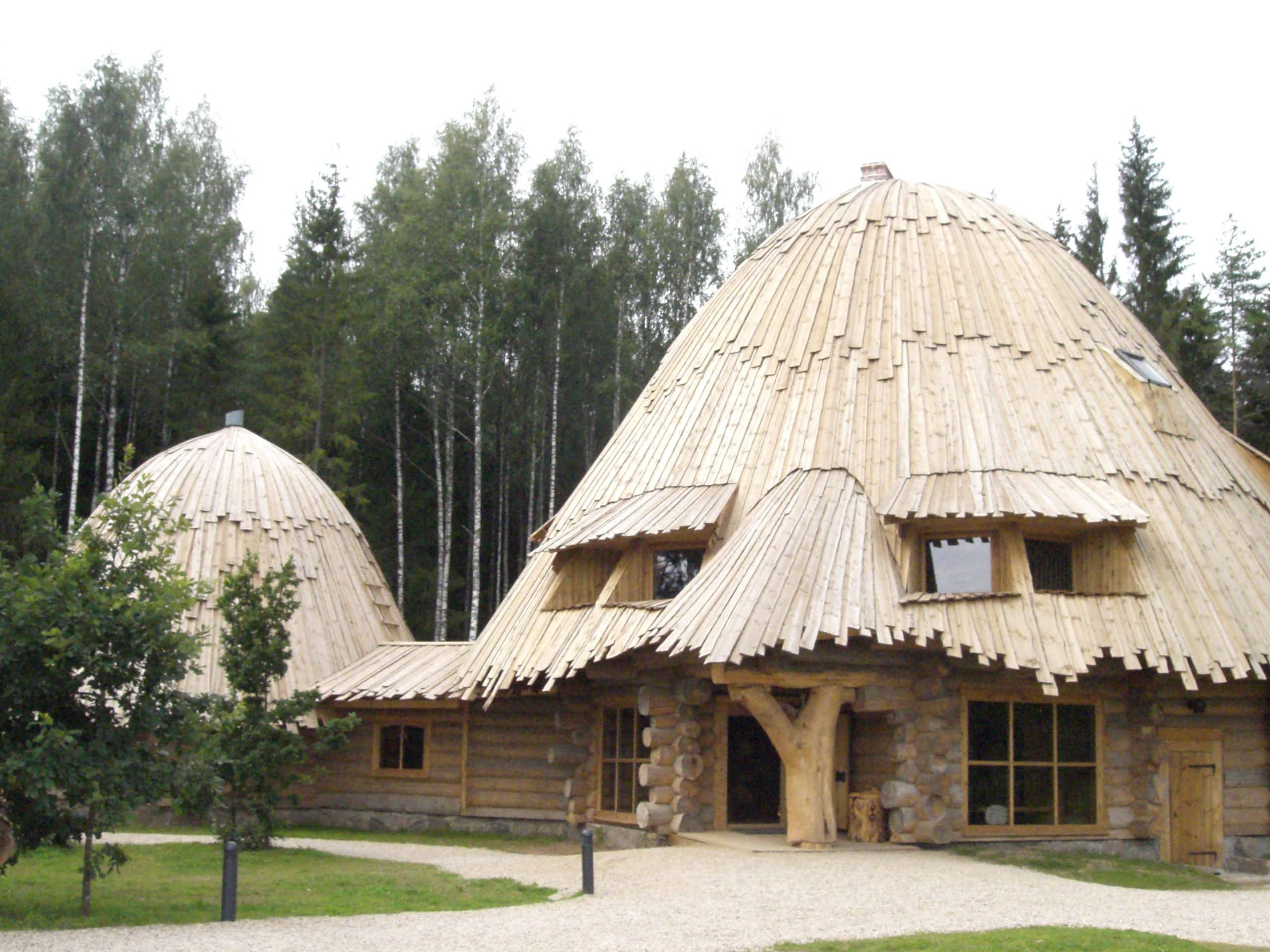
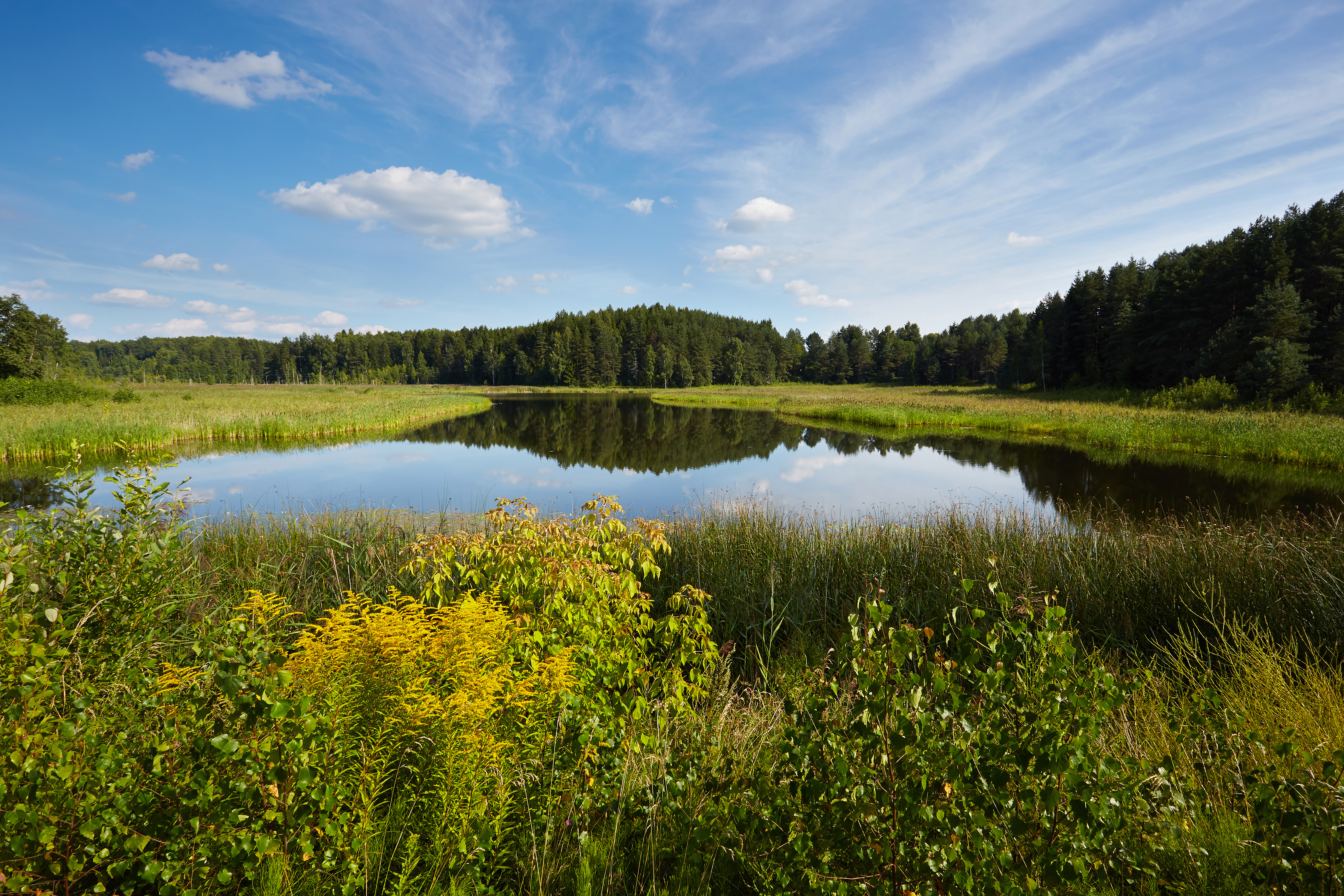
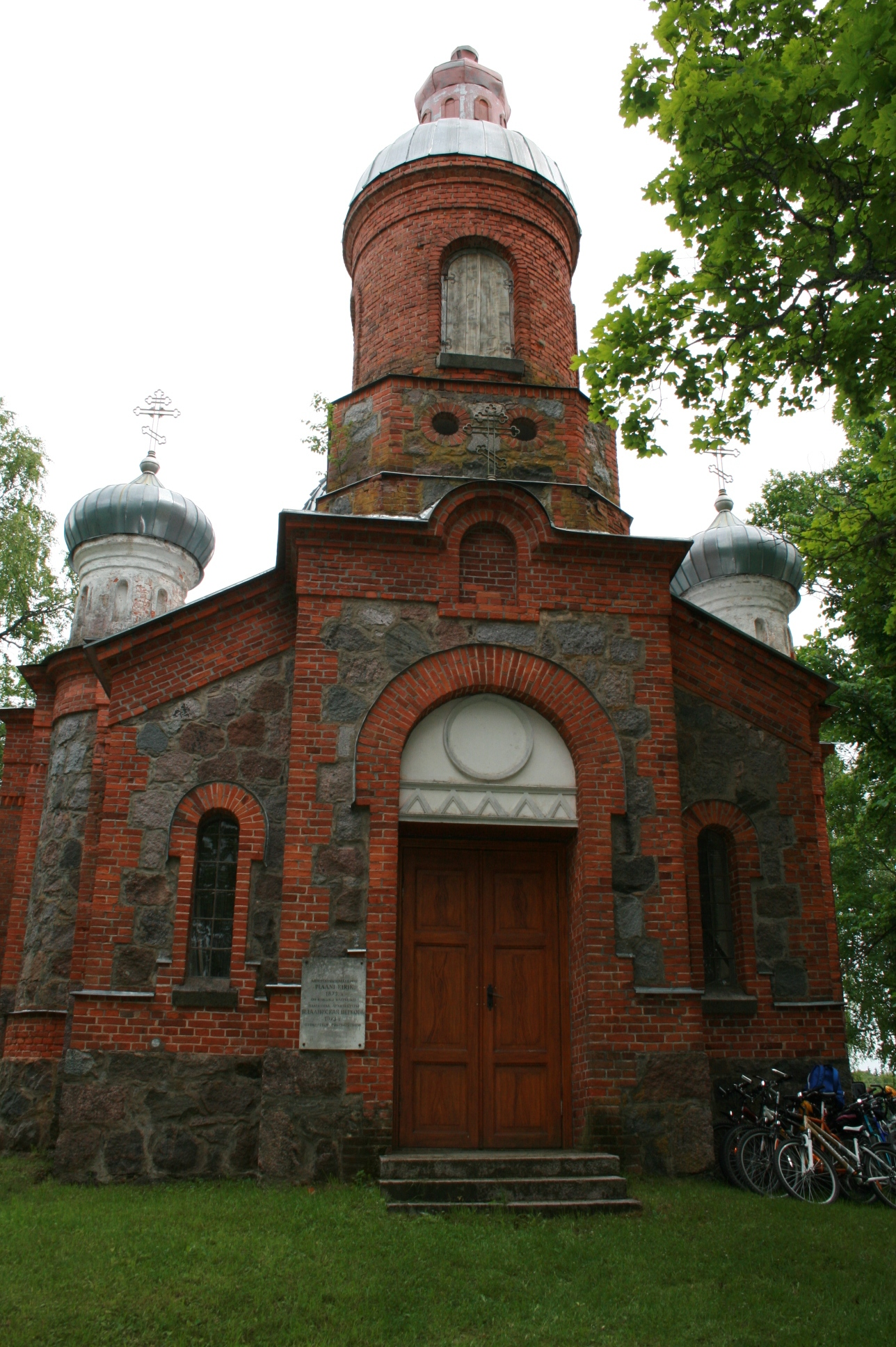

## شهرداری‌ها
| رتبه | شهرداری       | نوع     | جمعیت (۲۰۱۸) | مساحت km2 | Density |
| ---- | ------------- | ------- | ------------ | --------- | ------- |
| ۱    | دهستان آنتسلا | روستایی | ۴٬۶۰۶        | ۴۱۰       | ۱۱٫۲    |
| ۲    | دهستان روگه   | روستایی | ۵٬۵۵۱        | ۹۳۴       | ۵٫۹     |
| ۳    | شهرستان ستوما | روستایی | ۳٬۵۵۶        | ۴۶۱       | ۷٫۷     |
| ۴    | دهستان وورو   | روستایی | ۱۰٬۹۴۲       | ۹۵۴       | ۱۱٫۵    |
| ۵    | وورو          | شهری    | ۱۲٬۲۴۲       | ۱۴        | ۸۷۴٫۴   |